# Berliner Eishockeymeisterschaft 1937/38
Die Saison 1937/38 der Berliner Eishockeymeisterschaft wurde vom Sportgau II/III ausgerichtet, der dem Deutschen Reichsbund für Leibesübungen unterstand. Meister wurde erneut der Berliner Schlittschuhclub.

## Berlin-Liga
Die zehn Teilnehmer – aufgestiegen war der Rollschuh-Club Westen – spielten in zwei Gruppen jeweils eine Einfachrunde. Die Gruppensieger qualifizierten sich für die Deutsche Eishockey-Meisterschaft 1938. Die beiden ersten jeder Gruppe spielten in der Endrunde den Berliner Meister aus.

### Gruppe A
| Rang |                           | Sp | S | U | N | Tore  | TD  | Pkt |
| ---- | ------------------------- | -- | - | - | - | ----- | --- | --- |
| 1.   | Berliner Schlittschuhclub | 4  | 4 | 0 | 0 | 38:07 | +31 | 8:0 |
| 2.   | BFC Preussen              | 4  | 2 | 0 | 2 | 07:03 | +04 | 4:4 |
| 3.   | WSV Rheinmetall-Borsig    | 3  | 1 | 0 | 2 | 05:20 | −15 | 2:4 |
| 4.   | Steglitzer TK             | 3  | 1 | 0 | 2 | 07:23 | −16 | 2:4 |
| 5.   | SC Charlottenburg         | 4  | 1 | 0 | 3 | 05:09 | −04 | 2:6 |

Das Spiel zwischen WSV Rheinmetall-Borsig und Steglitzer TK wurde nicht ausgetragen.

### Gruppe B
| Rang |                       | Sp | S | U | N | Tore  | TD  | Pkt |
| ---- | --------------------- | -- | - | - | - | ----- | --- | --- |
| 1.   | SC Brandenburg        | 4  | 4 | 0 | 0 | 14:01 | +13 | 8:0 |
| 2.   | Zehlendorfer Wespen   | 2  | 1 | 0 | 1 | 13:03 | +10 | 2:2 |
| 3.   | Grunewald TC          | 2  | 1 | 0 | 1 | 03:03 | ±0  | 2:2 |
| 4.   | Rollschuh-Club Westen | 4  | 1 | 0 | 3 | 05:25 | −20 | 2:6 |
| 5.   | SV Astoria Berlin     | 2  | 0 | 0 | 2 | 01:04 | −03 | 0:4 |

Drei Spiele wurden nicht ausgetragen.

### Endrunde
| Rang |                           | Sp | S | U | N | Tore  | TD  | Pkt |
| ---- | ------------------------- | -- | - | - | - | ----- | --- | --- |
| 1.   | Berliner Schlittschuhclub | 3  | 3 | 0 | 0 | 13:03 | +10 | 6:0 |
| 2.   | Zehlendorfer Wespen       | 3  | 2 | 0 | 1 | 05:01 | +04 | 4:2 |
| 3.   | BFC Preussen              | 2  | 0 | 0 | 2 | 01:05 | −04 | 0:4 |
| 4.   | SC Brandenburg            | 2  | 0 | 0 | 2 | 03:13 | −10 | 0:4 |

Das Spiel zwischen BFC Preussen und SC Brandenburg  wurde nicht ausgetragen.

## 1. Klasse
| Rang |                       | Sp | S | U | N | Tore  | TD  | Pkt |
| ---- | --------------------- | -- | - | - | - | ----- | --- | --- |
| 1.   | Reichsbahn SV         | 3  | 2 | 1 | 0 | 12:04 | +08 | 5:1 |
| 2.   | RSC Lindenhof         | 3  | 1 | 2 | 0 | 08:02 | +06 | 4:2 |
| 3.   | Allianz               | 3  | 1 | 1 | 1 | 06:06 | ±0  | 3:3 |
| 4.   | Neuköllner TV Friesen | 3  | 0 | 0 | 3 | 01:15 | −14 | 0:6 |